# Jongok Meluem (Bandar)
Jongok Meluem is een bestuurslaag in het regentschap Bener Meriah van de provincie Atjeh, Indonesië. Jongok Meluem telt 227 inwoners (volkstelling 2010).